# Dai Mangong

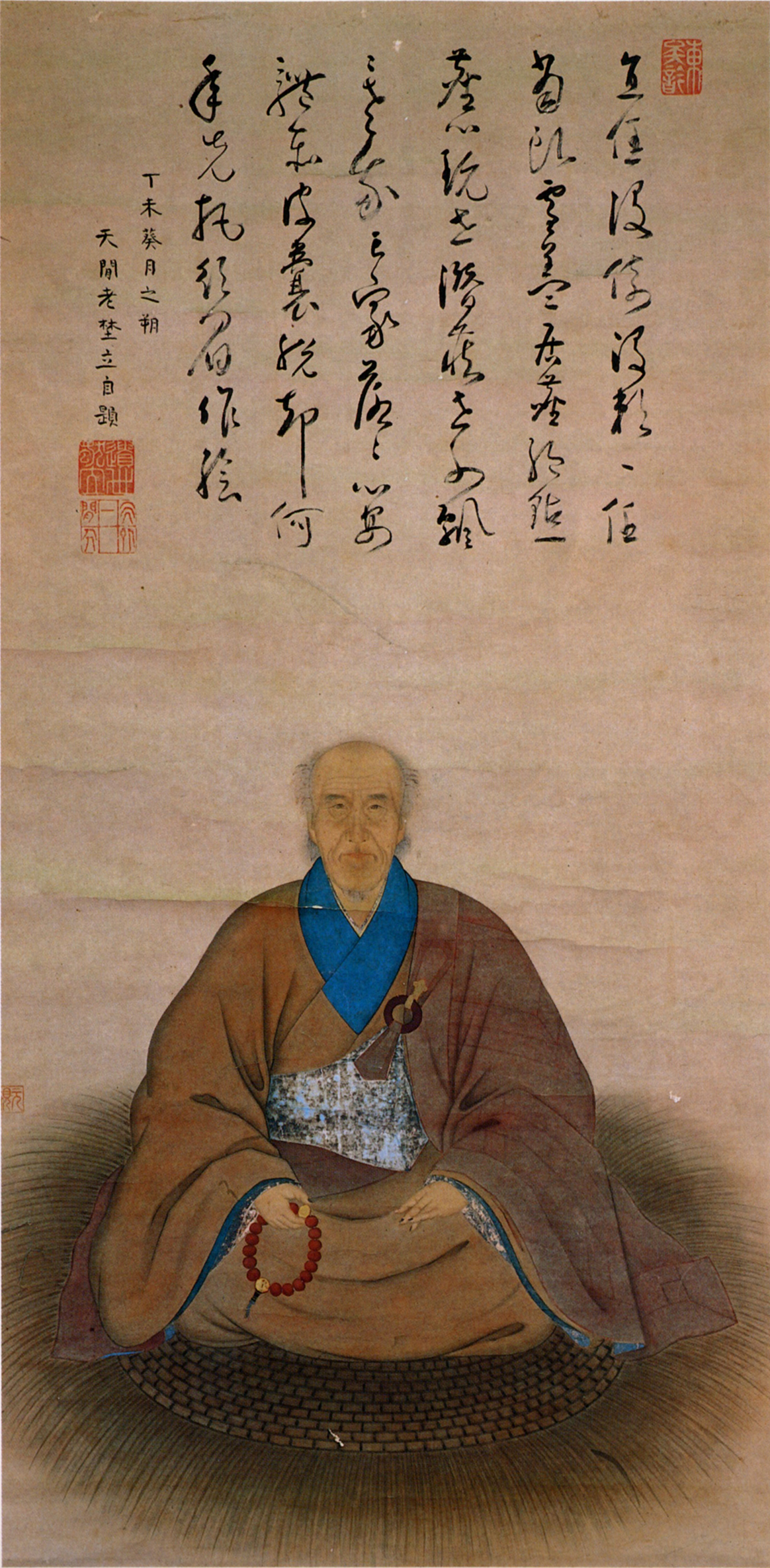
Porträt von Kita Genki (Nagasaki Museum of History and Culture)

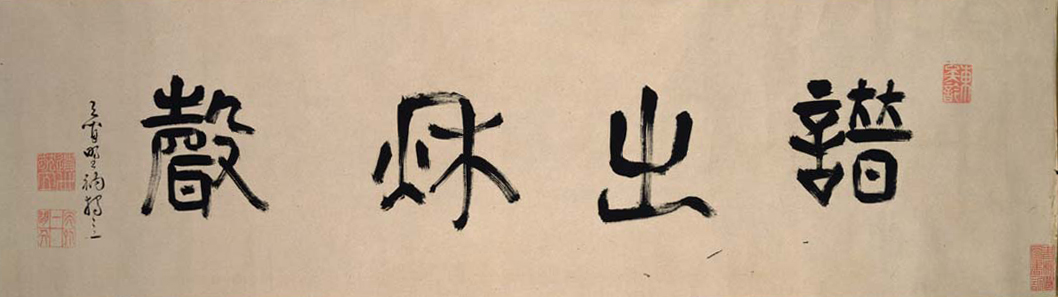
"Preisung der Herbstlaute" (zànchū qiūshēng 讃出秋聲). [http://webarchives.tnm.jp/imgsearch/show/C0035603 Schriftrolle von Dokuryū Shōeki (Nationalmuseum Tokio)

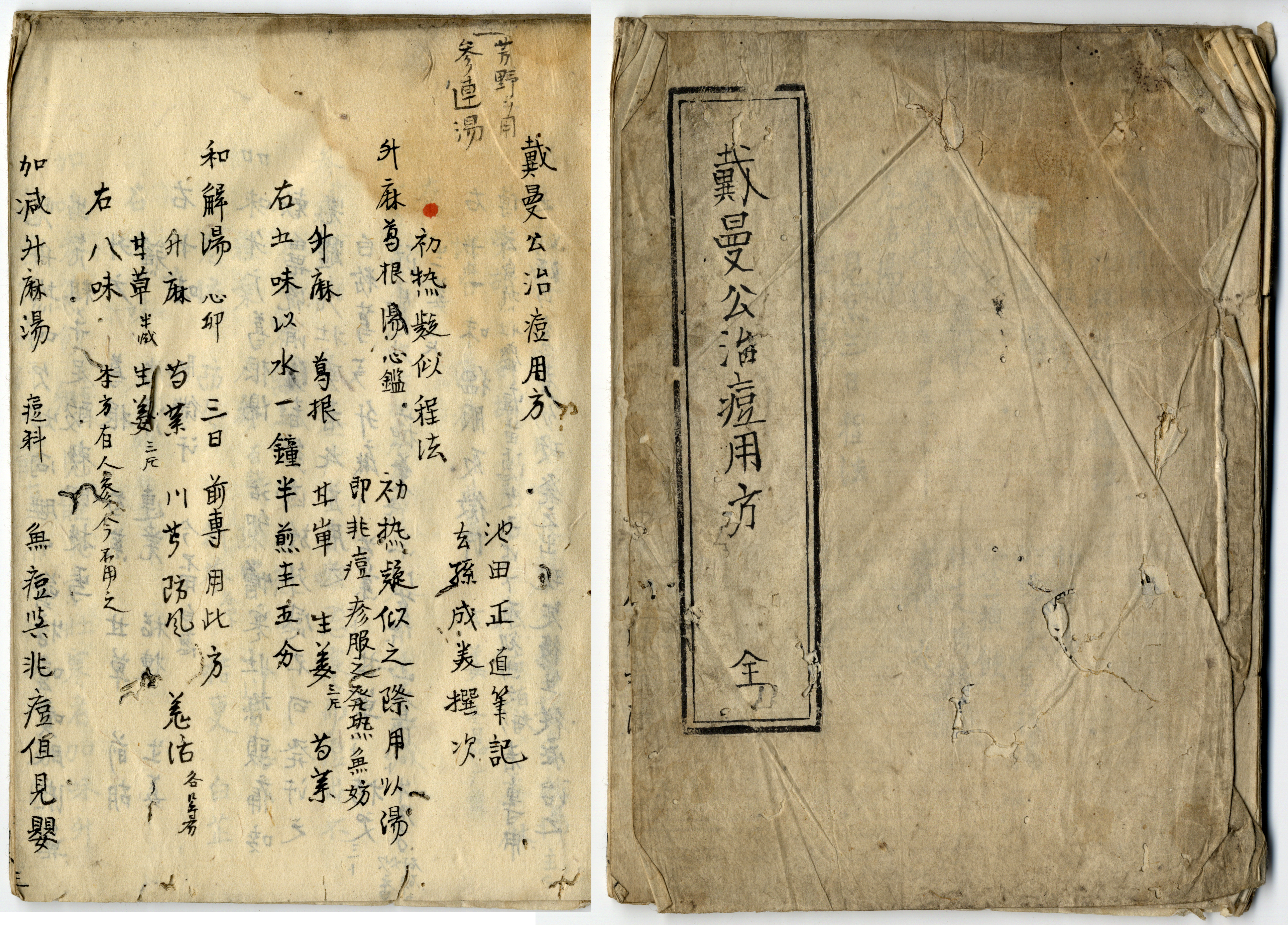
Tai Mankō chitō yōhō („Dai Mangongs Rezepte zur Behandlung von Pocken“). Aufgezeichnet von Ikeda Seichoku/Masanao, bearbeitet durch dessen Ururenkel Ikeda Narushige. Frühes 19. Jh.

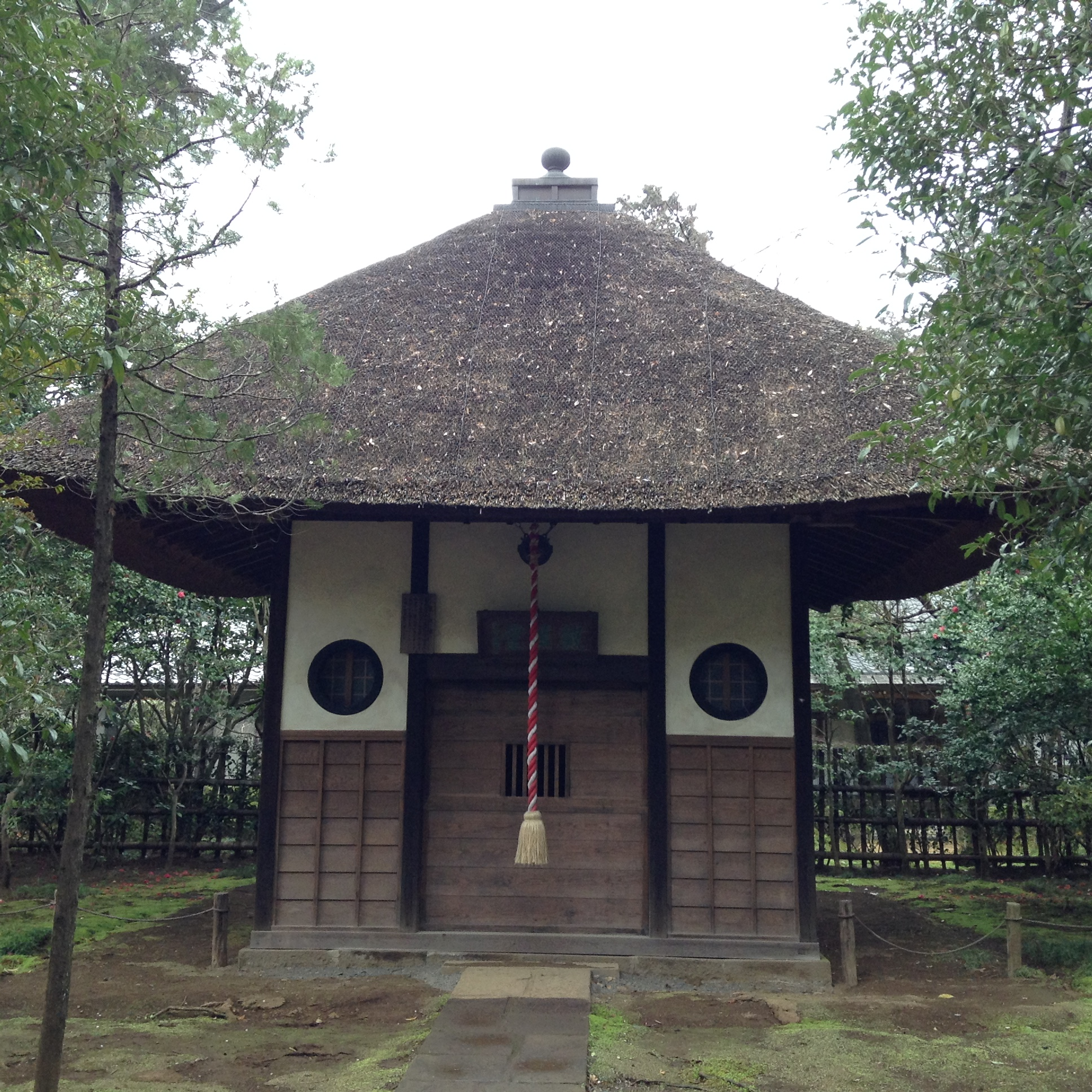
Taikei-Halle im Heirin-Tempel (Heirin-ji) zu Niiza

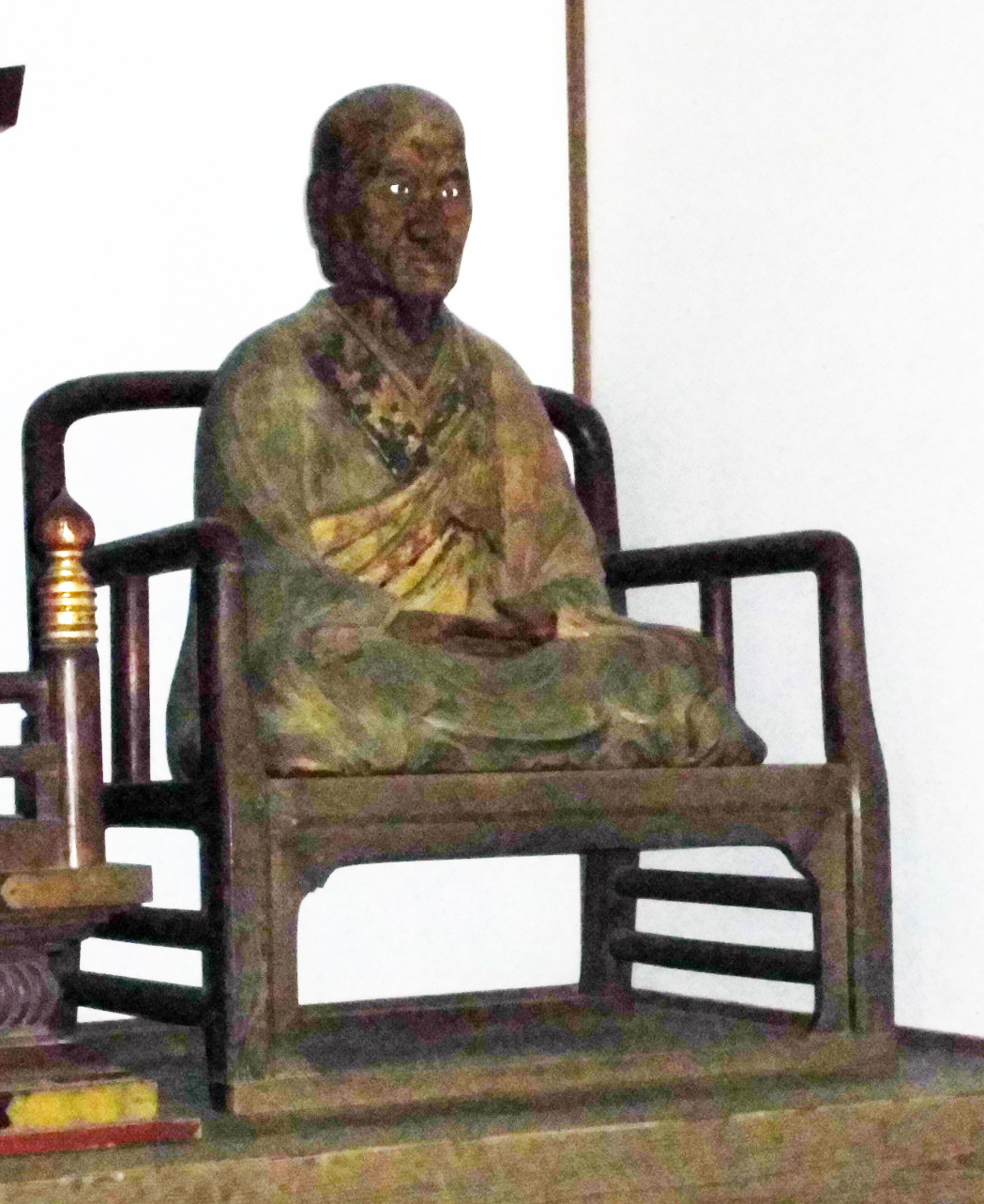
Statue von Dài Màngōng (Taikei-Halle, Heirin-Tempel)

Dài Màngōng (jap. 戴曼公; * 22. März 1596 im Distrikt Rénhé der Präfektur Hángzhōu, Provinz Zhèjiāng, China; † 24. Dezember 1672 in Nagasaki, Japan), auch Dokuryū Shōeki (独立性易), war ein chinesischer Konfuzianer, Dichter und Kalligraph, der nach Japan emigrierte, Mönch wurde und sich auch dort einen Namen machte. Als Beiname verwendete er zunächst Zǐchén (子辰), später Màngōng. In Japan signierte er seine Werke mit Héchú rén (荷鉏人 – „Ein von Bürden Befreiter“), Tiānwài yīxián rén (chinesisch 天外一閒人 – „Ein Müßiggänger in der Ferne“), Tiānwài lǎorén (天外老人 – „Alter Mann in der Ferne“) u. a.m.

## Leben
Dài Màngōng wuchs in der Endphase der Ming-Dynastie auf. Einzelheiten über seine Kindheit und Jugend sind nicht bekannt. 1620 starb der Vater, im folgenden Jahr vernichtete ein Feuer den Besitz der Familie. Hierauf entschloss er sich zum Studium des Konfuzianismus und der Medizin. Sein Lehrer Gōng Tíngxián (龔 廷賢, 1522–1619) hatte 1587 eine „Kur aller Krankheiten“ (萬病回春,  Wàn bìng huíchūn) mit 1000 Rezepten publiziert, die auch in Japan berühmt wurde.
Der offenbar begabte und beschlagene Dài erhielt eine Position am kaiserlichen Hofe, wo er sich bald einen Namen als Dichter und Kalligraph erwarb. Der Überlieferung zufolge schied er jedoch aus dem Staatsdienst aus, weil er mit dem berüchtigten Hof-Eunuchen Wèi Zhōngxián nicht zurechtkam, und betrieb zurückgezogen eine medizinische Praxis.
Die seinerzeit tobenden Kämpfe zwischen Anhängern der Ming-Dynastie gegen die aus dem Norden vorrückenden Mandschu verwüsteten das Land und dauerten im Süden auch nach der Einnahme von Peking und dem Thronantritt des ersten Mandschu-Kaisers im Jahre 1644 für mehr als zwei Jahrzehnte an. Einige der Flüchtlinge zogen nach Japan, darunter Dài Màngōng, der 1653 im Alter von 58 Jahren auf dem Schiff eines vietnamesischen Kaufmanns in Nagasaki anlandete. Fürs Erste fand er Unterkunft bei zwei Landsleuten: Egawa Nittoku (頴川 入徳, chinesischer Name Chén Míngdé 陳 明徳), der seit 1627 in Nagasaki lebte, und Shu Shunshui (朱舜水, chinesischer Name Zhū Zhīyú  朱 之瑜, 1600–1682), der wenig später Japan verließ, um 1659 endgültig überzusiedeln.
1654 traf der von seinem Landsmann Itsunen Shōyū (逸然 性融, chines. Yìrán Xìngróng) eingeladene eminente Ingen Ryūki (chin. 隱元 隆琦,  Yǐnyuán Lóngqí) zusammen mit 20 weiteren Mönchen und einer Gruppe von Kunsthandwerkern ein. Bereits 1629 hatten Emigranten aus der südlichen Provinz Fujian in Nagasaki den Sōfuku-Tempel (Sōfuku-ji) errichtet. Itsunen Shōyū überließ Ingen das Amt des Oberpriesters. Wenig später bat der konfuzianisch gebildete Dài Màngōng Ingen um Aufnahme in den Mönchsstand, die dieser ihm gewährte. Von nun an führte er den Mönchsnamen Dokuryū Shōeki.
Ingen trieb die Verbreitung der Ōbaku-Schule voran, und der nur wenige Jahre jüngere Dokuryū stand ihm als gelehrter Sekretär auf mehreren Reisen bei. 1658 begleitete er Ingen zu einer Audienz beim Shōgun Tokugawa Ietsuna nach Edo. Auch hier wurden Dokuryūs Gedichte, Kalligraphien und Tuschmalereien gepriesen. Der gelehrte, einflussreiche Reichsrat Matsudaira Nobutsuna (1596–1662) fand an ihm großen Gefallen und hätte ihn gerne in Edo gehalten, doch wegen einer Erkrankung entschloss sich Dokuryū zur Rückkehr nach Nagasaki. Während er sein Beinleiden kurierte, verfasste er eine Schrift über die Kalligraphie und stellte die in Japan noch nicht bekannte Siegelschnitt-Technik der Ming-Dynastie vor.
1661 wurde er von dem Lehnsherren (Daimyō) Kikkawa Hiromasa (吉川広正) und dessen Sohn Hiroyoshi (吉川 広嘉) nach Iwakuni eingeladen. Die lokale Holzbrücke über den flachen, doch breiten Fluss Nishiki (Nishikigawa) war wiederholt vom Hochwasser zerstört worden. Hiroyoshi hörte von Dokuryū, dass es in Hangzhou eine lange Brücke aus sechs Bögen mit Steinfundamenten gebe. Die hierauf 1673 errichtete „Brokatschärpen-Brücke“ (錦帯橋, Kintai-kyō) überspannte mit fünf Bögen eine Strecke von 193,3 Metern. Während seines Aufenthaltes in Iwakuni instruierte Dokuryū des Weiteren den in Diensten des Lehens stehenden Ikeda Seichoku/Masanao (池田正直, 1597–1677) über die Diagnose und Therapie der gefürchteten Pocken. Dokuryū erwarb sich auch als Arzt einen guten Ruf, was weitere Einladungen nach sich zog. Das Jahr 1662 verbrachte er mit ärztlicher Hilfeleistung in verschiedenen Regionen Westjapans.
1665 wurde er als Sekretär des Ōbaku-Zen-Mönches Sokuhi Nyoitsu (chin. Jífēi Rúyī, 即非如一) an den vom Landesherren Ogasawara Tadazane neugegründeten Fukuju-Tempel (福聚寺, Fukuju-ji) nach Kokura gerufen. Im Frühjahr 1672 kamen zwei seiner Enkel nach Japan, im November segnete er im Sōfuku-Tempel zu Nagasaki im Alter von 78 Jahren das Zeitliche. Seine Urne wurde zum Mampuku-ji in Uji, dem Haupttempel der Ōbaku-Schule, überführt.
Dokuryū Shōeki, zuweilen auch Ōbaku Dokuryū genannt, ist der Nachwelt vor allem als Kalligraf und Dichter bekannt. Viele seiner Werke werden heute im Nationalmuseum Tokio gehütet. Einige sind auch in westlichen Museen zu finden (Worcester Art Museum, Indianapolis Museum of Art, Cleveland Museum of Art). 1718 errichtete sein Schüler Kō Gentai (高玄岱, 1649–1722) im Heirin-Tempel (Heirin-ji 平林寺) der Provinz Musashi  (heute im Stadtgebiet von Niiza, Präfektur Saitama) eine schlichte Gedenkhalle (Taikeidō 戴渓堂) mit einer Holzplastik des sitzenden Dokuryū und einer Kannon-Statue.
Einen starken Einfluss übten zugleich seine Instruktionen über die Pocken aus, die durch die Familie Ikeda weit verbreitet wurden. Sie umfassen detaillierte Beschreibungen der Symptome der einzelnen Krankheitsstadien, der Farbe, Konsistenz der Pockenpusteln, der Veränderungen im Lippenbereich und der Zunge, geben die jeweilige Prognose zum weiteren Verlauf und allerlei Rezepte an. Ikeda Seichokus Nachfahren verbesserten und verbreiteten fortan als Pockenärzte die Lehren des Tai Mankō (= Dài Màngōng). Bei der Epidemie von 1777 erregten die Erfolge des Enkels Ikeda Zuisen (池田瑞仙, 1734–1816) großes Aufsehen, und als die Zentralregierung 1798 eine Medizin-Akademie einrichtete, wurde er als Dozent nach Edo berufen.

## Werke
- Shyu, Shing-ching (ed.): The Complete Works of Dokuryū Shōeki. Taip’ei: Taiwan National University Press, 2015. (徐興慶: 獨立性易全集. 臺北市: 臺灣大學出版中心)